# 林向陽
林 向陽（中国語簡体字：林向阳、Lin Xiangyang、1964年10月 - ）は、中華人民共和国軍人、中国共産党党員、上将階級、中国人民解放軍高級将校。
現在、中国共産党第20期中央委員、中国人民解放軍東部戦区司令官を務めている。旧陸軍第31軍時代に福建省で習近平と協力し、習近平の派閥である「閩江新軍」のメンバーとして広く見なされていた。
福建省福州市福清市（県）出身、男、漢族、生まれ。 

## 基本情報
1980年、福清第一中学校の高校を卒業し、中国人民解放軍の南昌陸軍士官学校に入学した。1983年7月に卒業後、陸軍第31軍に配属された。 第91師団第273連隊の小隊長、参謀将校、中隊長、部隊長を歴任。1994年から第271連隊大隊長、参謀長、副司令官を歴任し、2000年2月、第273連隊長に就任。
2003年7月から第86師団参謀長兼副師団長を務め、2005年から2007年まで国防大学中・青年期生として勤務。
2008年3月、第31集団軍第91師団長に昇進。2013年5月、第31集団軍副司令官に昇進。 2014年7月、少将に昇進。
2015年9月3日、中国の抗日戦争と世界反ファシスト戦争の勝利70周年を記念する軍事パレードで、林襄陽は夜襲陽明宝の「戦闘模型中隊」の英雄模型部隊の総隊長を務めた。
2016年7月、陸軍第47軍司令官に昇進。2017年3月、新たに編成された第82軍に司令官として異動した。
2019年4月、第72集団軍司令官に異動。 10月1日、中華人民共和国建国70周年記念の軍事パレードで軍団を率いて検閲を受けた。
2020年4月、東部戦域作戦副司令官、戦域軍司令官に昇進し、中将に昇進。2021年8月、中央作戦戦域司令官に昇進し、大将に昇進。2022年1月、司令官として東部戦線に復帰。